# Gethles
Gethles ist ein Ortsteil der Stadt Schleusingen im Landkreis Hildburghausen in Thüringen.

## Lage
Gethles liegt westlich der Stadt Schleusingen im südlichen Thüringer Wald. Die Landesstraße 2633 erschließt den Ort verkehrsmäßig.

## Geschichte
Gethles ist unter anderem für den Brauch der Herrschekloese bekannt, der jährlich am 23. Dezember stattfindet und dem Buttnmandllauf ähnelt. Der Ort wurde im Jahre 1366 erstmals urkundlich erwähnt. Bis 1815 gehörte der Ort zum hennebergischen bzw. kursächsischen Amt Schleusingen und gelangte dann an den Kreis Schleusingen der neugebildeten preußischen Provinz Sachsen, bei dem er bis 1945 verblieb.